# Residencial Fresnos
Residencial Fresnos är en ort i Mexiko.   Den ligger i kommunen Morelia och delstaten Michoacán de Ocampo, i den södra delen av landet, 210 km väster om huvudstaden Mexico City. Residencial Fresnos ligger 1 932 meter över havet och antalet invånare är 108.
Terrängen runt Residencial Fresnos är kuperad åt sydost, men åt nordväst är den platt. Terrängen runt Residencial Fresnos sluttar norrut. Runt Residencial Fresnos är det ganska tätbefolkat, med 124 invånare per kvadratkilometer. Närmaste större samhälle är Morelia, 7,8 km väster om Residencial Fresnos. I omgivningarna runt Residencial Fresnos växer huvudsakligen savannskog.